# Mellékhelyiség
A mellékhelyiség a lakás lakóhelyiségein (lakószoba, félszoba, hálófülke, hall, étkező, lakóelőtér) kívüli, különböző, meghatározott célú helyiségek hagyományos gyűjtőfogalma.

## Fajtái
- főzőhelyiségek: 
  - konyha
  - főzőfülke (teakonyha) főzés céljára szolgáló 2 m2-nél nagyobb, 4 m2-nél kisebb hasznos alapterületű, önálló szellőzéssel rendelkező helyiség[2]
- egészségügyi helyiségek: 
  - fürdőhelyiség (fürdőszoba, mosdó, zuhanyozófülke)
  - WC
- közlekedési helyiségek: 
  - előszoba
  - előtér
  - zárt veranda,
  - átjáró
  - belépő (szélfogó)
- tárolóhelyiségek: 
  - éléskamra (lomkamra)
  - öltöző (gardrób)

## Külső hivatkozások
1. ↑  1993. évi LXXVIII. törvény 91/A. § (Értelmező rendelkezések) 7. "Tv. a lakások és helyiségek bérletére, valamint az elidegenítésükre vonatkozó egyes szabályokról"
2. ↑  147/1992. (XI. 6.) Korm. rendelet az önkormányzatok tulajdonában lévő ingatlanvagyon nyilvántartási és adatszolgáltatási rendjéről (4. sz. melléklet)